# Кинаров, Иван Павлович
Иван Павлович Кинаров — советский государственный и политический деятель, генерал-майор.

## Биография
Родился в 1913 году в деревне Карино. Член КПСС с 1943 года.
С 1929 года — на хозяйственной, общественной и политической работе. В 1929—1975 гг. — директор кустовой школы 1 ступени, преподаватель географии в средней школе для взрослых, техник Ушосдора, техник проектного института «Союзоловоникельпроект», старший инженер, начлаб Переволокского участка строительства Куйбышевского гидроузла, старший инженер сектора изысканий 2-го ГСПИ, участник советско-японской войны, на ответственных должностях в КГБ СССР, начальник Управления МГБ по Пярнуской области, заместитель начальника, начальник Управления КГБ по Куйбышевской области.
Делегат XXIII, XXIV и XXV съездов КПСС.
Умер до 1985 года.